# Carboneras, Nuevo León
Carboneras är en ort i Mexiko.   Den ligger i kommunen Sabinas Hidalgo och delstaten Nuevo León, i den centrala delen av landet, 800 km norr om huvudstaden Mexico City. Carboneras ligger 268 meter över havet och antalet invånare är 130.
Terrängen runt Carboneras är platt, och sluttar österut. Runt Carboneras är det ganska glesbefolkat, med 24 invånare per kvadratkilometer. Närmaste större samhälle är Sabinas Hidalgo, 10,6 km väster om Carboneras. Trakten runt Carboneras består i huvudsak av gräsmarker.